# Železniční stanice Rišon le-Cijon ha-Rišonim
Železniční stanice Rišon le-Cijon ha-Rišonim (hebrejsky: תחנת הרכבת ראשון לציון – הראשונים, Tachanat ha-rakevet Rišon le-Cijon ha-Rišonim) je železniční stanice na železniční trati Tel Aviv-Rišon le-Cijon v Izraeli.
Leží v centrální části Izraele v pobřežní nížině, v nadmořské výšce cca 40 metrů. Je situována na jižní okraj aglomerace Tel Avivu, konkrétně na jihovýchodní okraj města Rišon le-Cijon v ulici Sderot Nim. Koleje jsou vedeny podél silnice číslo 431 dálničního typu, která se tu kříží se silnicí číslo 412 (ulice Herzl).
Stanice byla otevřena roku 2003 v rámci zahušťování železničního spojení v aglomeraci Tel Avivu. Podél silnice číslo 431 tehdy vyrostla od železniční stanice Be'er Ja'akov odbočka ze starší železniční trati Tel Aviv-Aškelon. Výhledově se počítá s prodloužením trati k západu, čímž by tato stanice přestala být koncovou. Je obsluhována autobusovými linkami společnosti Egged. Jsou tu k dispozici parkovací místa pro automobily, prodejní stánky, nápojové automaty a veřejný telefon.

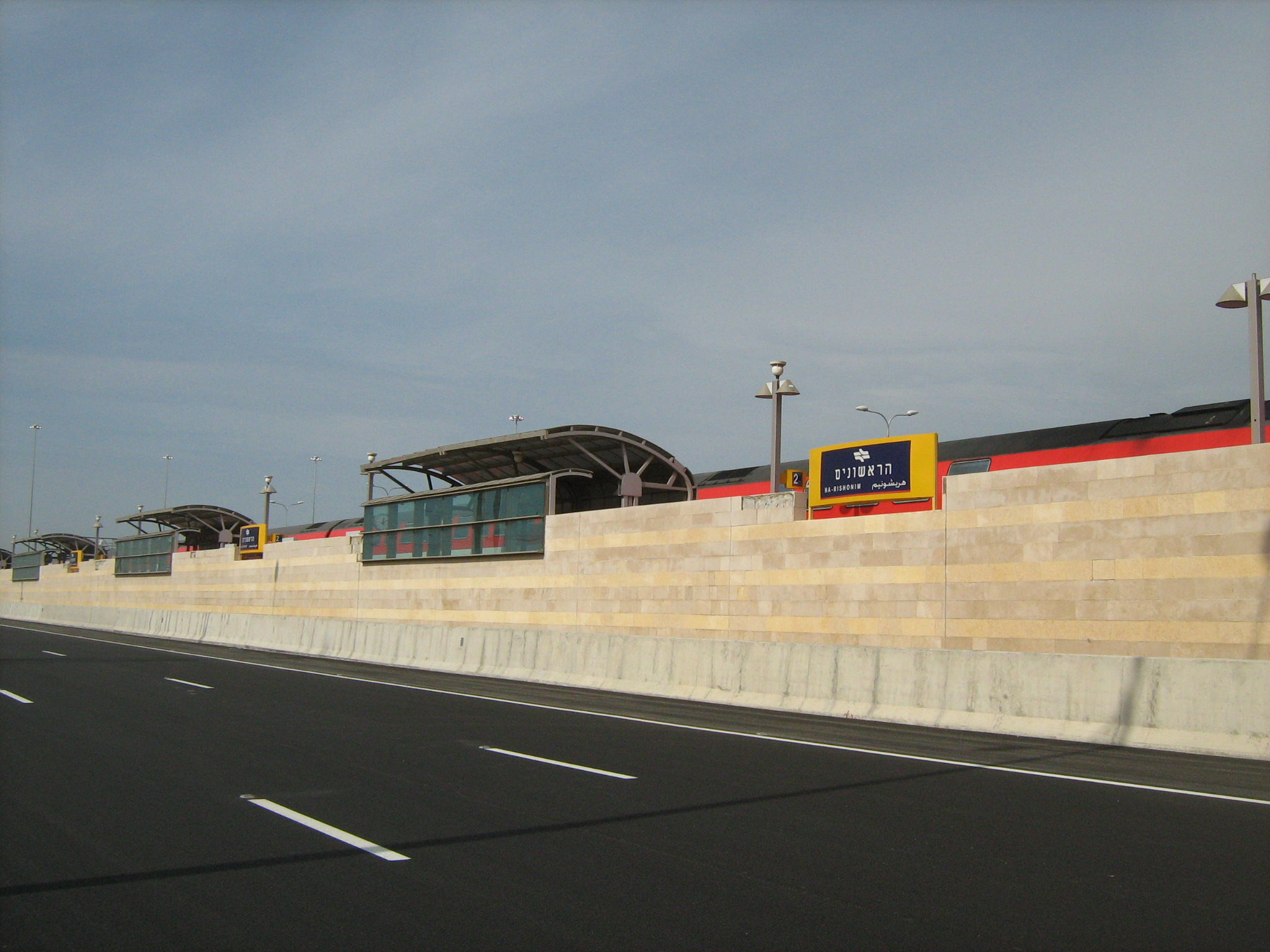
Budova železniční stanice